# Batillaria attramentaria
Batillaria attramentaria is een slakkensoort uit de familie van de Batillariidae. De wetenschappelijke naam van de soort is voor het eerst geldig gepubliceerd in 1855 door G. B. Sowerby I.

## Verspreiding
Batillaria attramentaria is inheems in het noordwesten van de Stille Oceaan, van van de Koerilen-eilanden en het zuiden van Sachalin tot Hongkong. Het is geïntroduceerd in de noordoostelijke Stille Oceaan, waar het in 1924 voor het eerst werd gevonden in Washington in de buurt van geïmporteerde Japanse oesters (Crassostrea gigas). Het heeft zich verspreid naar andere gebieden in Washington en naar Californië. In zijn oorspronkelijke leefgebied wordt hij aangetroffen in getijdepoelen op rotsachtige kusten, evenals op zachte ondergronden, maar in Noord-Amerika lijkt hij beperkt te zijn tot moerassen en modderige omgevingen. Deze soort concurreert met inheemse modderslakken en heeft geleid tot achteruitgang van de lokale populaties.